# Kati Resch
Kati Resch (* 20. September 1967) ist eine deutsche Juristin. Sie ist seit dem 17. Februar 2020 Richterin am Bundesgerichtshof.

## Leben und Wirken
Resch trat nach der Beendigung ihrer juristischen Ausbildung 1998 in den Justizdienst des Landes Thüringen ein und war zunächst bei dem Landgericht Erfurt, dem Amtsgericht Gera und dem Landgericht Gera eingesetzt. 2002 wurde sie zur Richterin am Landgericht in Gera ernannt. 2013 bis 2014 war sie an das Thüringer Oberlandesgericht abgeordnet. 2016 erfolgte ihre Ernennung zur Richterin am Oberlandesgericht.
Das Präsidium des Bundesgerichtshofs wies Resch zunächst dem vornehmlich für die Revisionen in Strafsachen für den Bezirk des Kammergerichts sowie für die Bezirke der Oberlandesgerichte Bremen, Dresden, Hamburg, Saarbrücken und Schleswig zuständigen 5. (Leipziger) Strafsenat zu.